# Colossendeis longirostris
Colossendeis longirostris är en havsspindelart som beskrevs av Gordon, I. 1938. Colossendeis longirostris ingår i släktet Colossendeis och familjen Colossendeidae. Inga underarter finns listade i Catalogue of Life.